# Handicap International
Handicap International is een niet-gouvernementele organisatie. Ze werd opgericht in 1982 door twee Franse artsen die aan het werk waren in vluchtelingenkampen in Cambodja.
De organisatie is vooral bekend van haar strijd tegen antipersoonsmijnen en clustermunitie, maar haar activiteiten zijn ruimer. De organisatie biedt niet alleen hulp aan mensen met een handicap in ontwikkelingslanden, ze treedt ook op in acute noodsituaties, zoals natuurrampen en humanitaire crises.
Handicap International tracht door middel van opleidingen e.d. handicaps te voorkomen, ondersteunt mensen met een handicap en zorgt ervoor dat zij met hun handicap volwaardig kunnen deelnemen aan het maatschappelijke leven. De organisatie werkt samen met plaatselijke partnerorganisaties, zodat die op termijn autonoom kunnen functioneren.
Na de oprichting in Frankrijk in 1982 kwamen er nog zeven afdelingen bij: België, Zwitserland, Luxemburg, Groot-Brittannië, Duitsland, Canada en de Verenigde Staten. De Belgische afdeling van Handicap International werd opgericht in 1986.
Als medeoprichter van de Internationale Campagne tegen Landmijnen ontving Handicap International in 1997 de Nobelprijs voor de Vrede.